# Mayrinhac-Lentour
Mayrinhac-Lentour est une commune française, située dans le nord-est du département du Lot en région Occitanie.
Mayrinhac-Lentour compte 487 habitants en 2022, après avoir connu un pic de population de 1 336 habitants en 1806.
Ses habitants sont appelés les Mayrintourois ou  Mayrintouroises.

## Géographie

### Description
Mayrinhac-Lentour est  une commune rurale  située dans le Quercy, dans le causse de Gramat — le plus vaste et le plus sauvage des quatre causses du Quercy — en Limargue sur l'Alzou et sur la route nationale 673 entre Gourdon et Saint-Céré.
Elle fait partie de l'aire d'attraction de Gramat.

### Communes limitrophes
Les communes limitrophes sont  Aynac, Bio, Lavergne, Loubressac, Saignes, Saint-Jean-Lagineste et Thégra.
| Thégra   | Loubressac        | Saint-Jean-Lagineste |
| Lavergne | Mayrinhac-Lentour | Aynac                |
|          | Bio               | Saignes              |

### Hydrographie
Mayrinhac-Lentour est incluse dans le bassin de la Dordogne.
La commune est drainée par le ruisseau de Goutal et par divers autres petits cours d'eau.

### Climat
Pour des articles plus généraux, voir Climat de l'Occitanie et Climat du Lot.
En 2010, le climat de la commune est de type climat océanique altéré, selon une étude s'appuyant sur une série de données couvrant la période 1971-2000. En 2020, Météo-France publie une typologie des climats de la France métropolitaine dans laquelle la commune est dans une zone de transition entre le climat océanique altéré et le climat de montagne ou de marges de montagne et est dans la région climatique Ouest et nord-ouest du Massif Central, caractérisée par une pluviométrie annuelle de 900 à 1 500 mm, maximale en automne et en hiver.
Pour la période 1971-2000, la température annuelle moyenne est de 11,8 °C, avec une amplitude thermique annuelle de 15,7 °C. Le cumul annuel moyen de précipitations est de 1 113 mm, avec 11,7 jours de précipitations en janvier et 7,1 jours en juillet. Pour la période 1991-2020, la température moyenne annuelle observée sur la station météorologique la plus proche, située sur la commune de Lunegarde à 17 km à vol d'oiseau, est de 12,6 °C et le cumul annuel moyen de précipitations est de 828,1 mm,. Pour l'avenir, les paramètres climatiques de la commune estimés pour 2050 selon différents scénarios d’émission de gaz à effet de serre sont consultables sur un site dédié publié par Météo-France en novembre 2022.

### Milieux naturels et biodiversité
La commune possède un patrimoine naturel remarquable :  un espace protégé (la réserve naturelle régionale du marais de Bonnefont) et trois zones naturelles d'intérêt écologique, faunistique et floristique.

#### Espaces protégés
La protection réglementaire est le mode d’intervention le plus fort pour préserver des espaces naturels remarquables et leur biodiversité associée,.
La commune fait partie du parc naturel régional des Causses du Quercy, un espace protégé créé en 1999 et d'une superficie de 183 039 ha, qui s'étend sur 102 communes du département du Lot. La cohérence du territoire du Parc s’est fondée sur l’unité géologique d’un même socle de massif karstique, entaillé de profondes vallées. Le périmètre repose sur une unité de paysages autour de la pierre et du bâti (souvent en pierre sèche), de l’empreinte des pelouses sèches et du pastoralisme et de l’omniprésence des patrimoines naturels et culturels,. Ce parc a été classé Géoparc en mai 2017 sous la dénomination « géoparc des causses du Quercy », faisant dès lors partie du réseau mondial des Géoparcs, soutenu par l’UNESCO,.
La commune fait également partie de la zone de transition du bassin de la Dordogne, un territoire d'une superficie de 1 880 258 ha reconnu réserve de biosphère par l'UNESCO en juillet 2012,.
Un  autre espace protégé est présent sur la commune : 
la réserve naturelle régionale du marais de Bonnefont, classée en 2011 et d'une superficie de 42,3 ha, qui comprend un bas marais alcalin à caractère tourbeux très rare dans le département. Elle renferme l’une des rares stations à fougère des marais ainsi que l’agrion de Mercure et le damier de la succise,.

#### Zones naturelles d'intérêt écologique, faunistique et floristique

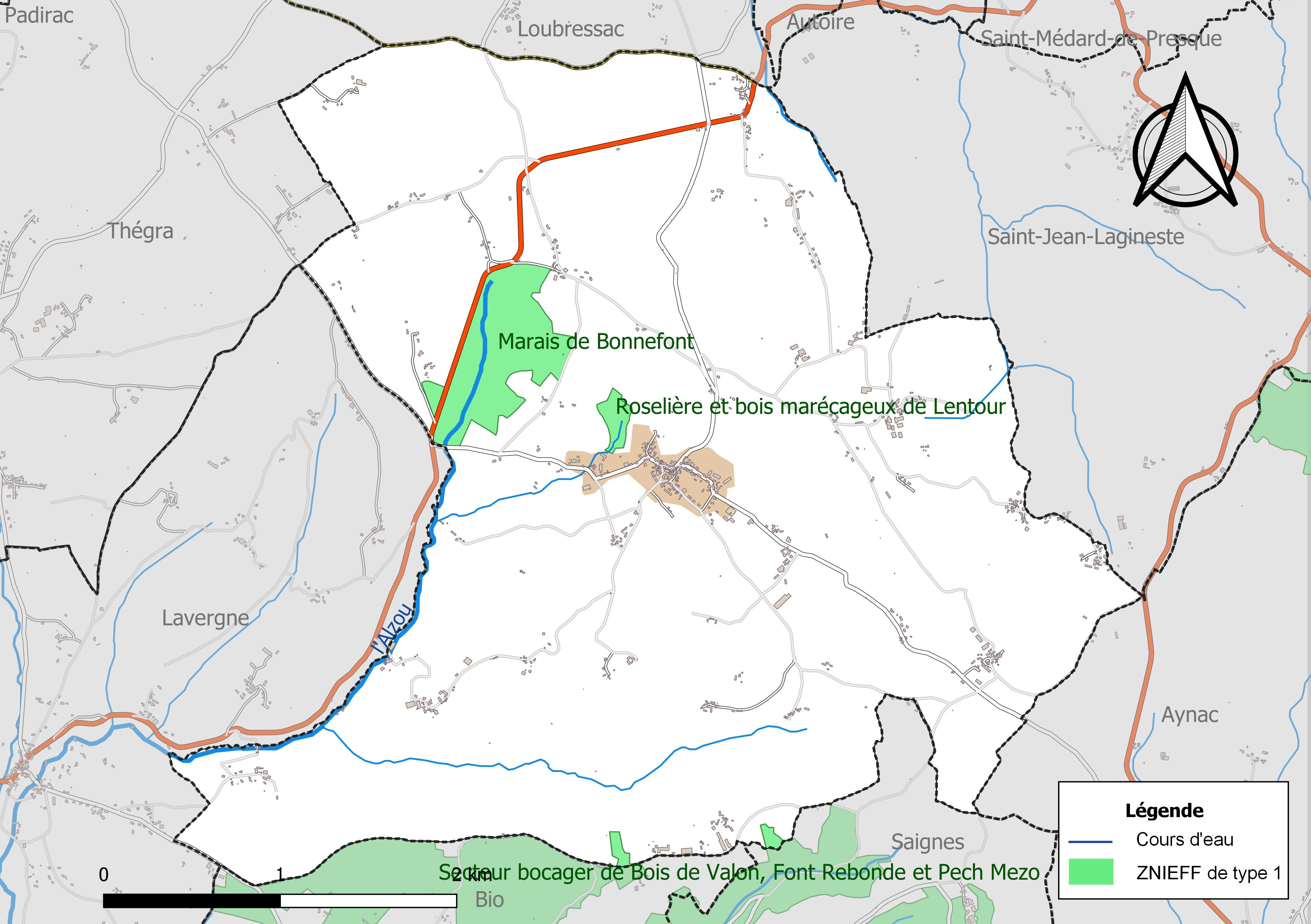
Carte des ZNIEFF de type 1 localisées sur la commune.

L’inventaire des zones naturelles d'intérêt écologique, faunistique et floristique (ZNIEFF) a pour objectif de réaliser une couverture des zones les plus intéressantes sur le plan écologique, essentiellement dans la perspective d’améliorer la connaissance du patrimoine naturel national et de fournir aux différents décideurs un outil d’aide à la prise en compte de l’environnement dans l’aménagement du territoire.
Trois ZNIEFF de type 1 sont recensées sur la commune :
- le « marais de Bonnefont » (44 ha), couvrant 2 communes du département[20] ;
- la « Roselière et bois marécageux de Lentour » (4 ha)[21],
- le « Secteur bocager de bois de Valon, Font Rebonde et pech Mezo » (533 ha), couvrant 5 communes du département[22] ;

## Urbanisme

### Typologie
Au 1er janvier 2024, Mayrinhac-Lentour est catégorisée commune rurale à habitat très dispersé, selon la nouvelle grille communale de densité à sept niveaux définie par l'Insee en 2022.
Elle est située hors unité urbaine. Par ailleurs la commune fait partie de l'aire d'attraction de Gramat, dont elle est une commune de la couronne,. Cette aire, qui regroupe 18 communes, est catégorisée dans les aires de moins de 50 000 habitants,.

### Occupation des sols
L'occupation des sols de la commune, telle qu'elle ressort de la base de données européenne d’occupation biophysique des sols Corine Land Cover (CLC), est marquée par l'importance des territoires agricoles (85,6 % en 2018), en augmentation par rapport à 1990 (82 %). La répartition détaillée en 2018 est la suivante : 
prairies (77,6 %), forêts (12,7 %), zones agricoles hétérogènes (8 %), zones urbanisées (1,6 %). L'évolution de l’occupation des sols de la commune et de ses infrastructures peut être observée sur les différentes représentations cartographiques du territoire : la carte de Cassini (XVIIIe siècle), la carte d'état-major (1820-1866) et les cartes ou photos aériennes de l'IGN pour la période actuelle (1950 à aujourd'hui).

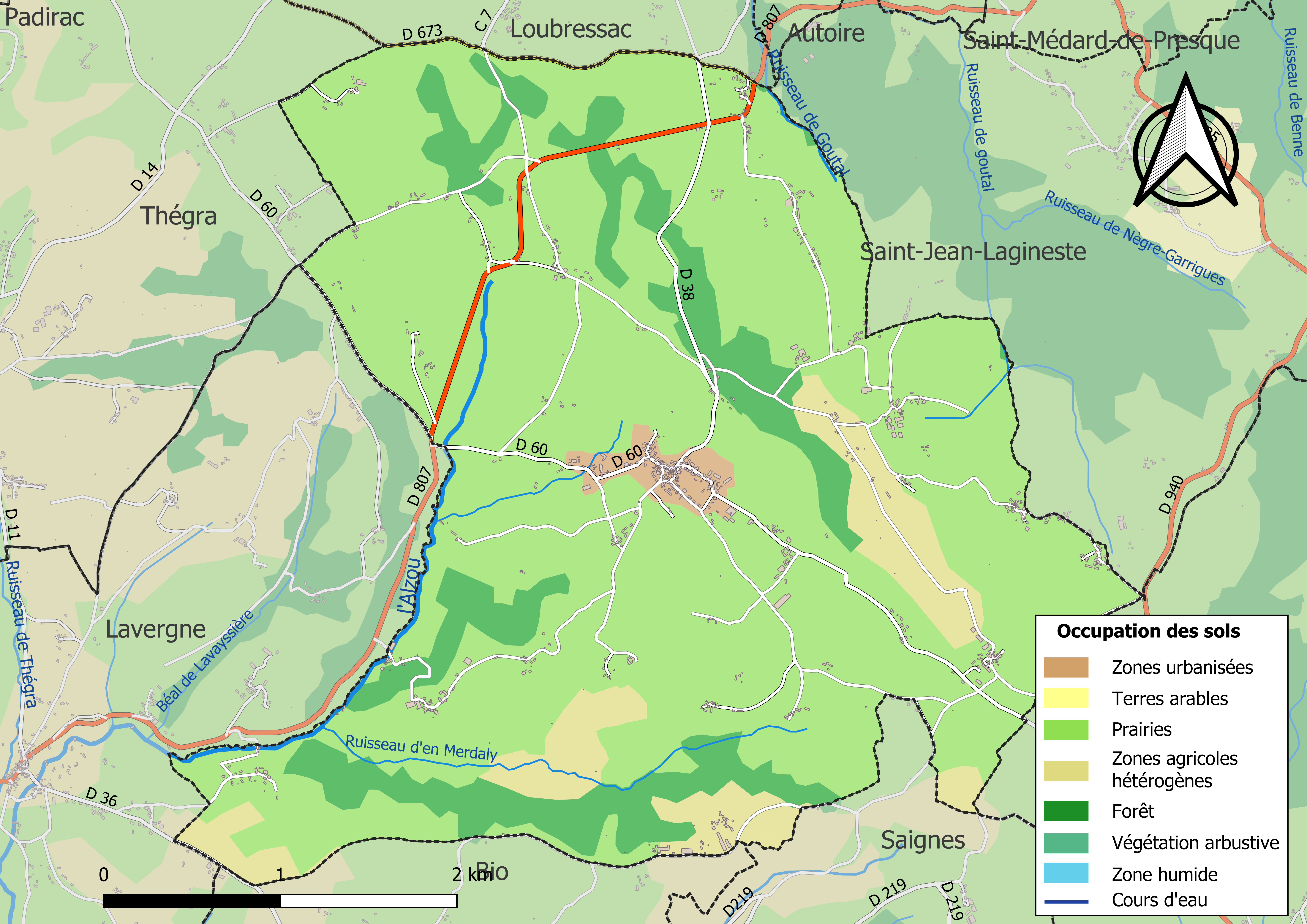
Carte des infrastructures et de l'occupation des sols de la commune en 2018 (CLC).

### Habitat et logement
En 2018, le nombre total de logements dans la commune était de 343, alors qu'il était de 321 en 2013 et de 285 en 2008.
Parmi ces logements, 67,1 % étaient des résidences principales, 25,7 % des résidences secondaires et 7,2 % des logements vacants. Ces logements étaient pour 94,4 % d'entre eux des maisons individuelles et pour 5 % des appartements.
Le tableau ci-dessous présente la typologie des logements à Mayrinhac-Lentour en 2018 en comparaison avec celle du Lot et de la France entière. Une caractéristique marquante du parc de logements est ainsi une proportion de résidences secondaires et logements occasionnels (25,7 %) supérieure à celle du département (18,6 %) et à celle de la France entière (9,7 %). Concernant le statut d'occupation de ces logements, 78,1 % des habitants de la commune sont propriétaires de leur logement (77,4 % en 2013), contre 69,8 % pour le Lot et 57,5 % pour la France entière.
| Typologie                                               | Mayrinhac-Lentour | Lot  | France entière |
| ------------------------------------------------------- | ----------------- | ---- | -------------- |
| Résidences principales (en %)                           | 67,1              | 70,6 | 82,1           |
| Résidences secondaires et logements occasionnels (en %) | 25,7              | 18,6 | 9,7            |
| Logements vacants (en %)                                | 7,2               | 10,8 | 8,2            |

### Risques naturels et technologiques
Le territoire de la commune de Mayrinhac-Lentour est vulnérable à différents aléas naturels : météorologiques (tempête, orage, neige, grand froid, canicule ou sécheresse), inondations, feux de forêts, mouvements de terrains et séisme (sismicité très faible). Un site publié par le BRGM permet d'évaluer simplement et rapidement les risques d'un bien localisé soit par son adresse soit par le numéro de sa parcelle.
Certaines parties du territoire communal sont susceptibles d’être affectées par le risque d’inondation par débordement de cours d'eau, notamment l'Alzou. La cartographie des zones inondables en ex-Midi-Pyrénées réalisée dans le cadre du XIe Contrat de plan État-région, visant à informer les citoyens et les décideurs sur le risque d’inondation, est accessible sur le site de la DREAL Occitanie. La commune a été reconnue en état de catastrophe naturelle au titre des dommages causés par les inondations et coulées de boue survenues en 1982, 1992 et 1999,.
Mayrinhac-Lentour est exposée au risque de feu de forêt. Un plan départemental de protection des forêts contre les incendies a été approuvé par arrêté préfectoral le 30 novembre 2015 pour la période 2015-2025. Les propriétaires doivent ainsi couper les broussailles, les arbustes et les branches basses sur une profondeur de 50 mètres, aux abords des constructions, chantiers, travaux et installations de toute nature, situées à moins de 200 mètres de terrains en nature
de bois, forêts, plantations, reboisements, landes ou friches. Le brûlage des déchets issus de l’entretien des parcs et jardins des ménages et des collectivités est interdit. L’écobuage est également interdit, ainsi que les feux de type méchouis et barbecues, à l’exception de ceux prévus dans des installations fixes (non situées sous couvert d'arbres) constituant une dépendance d'habitation.

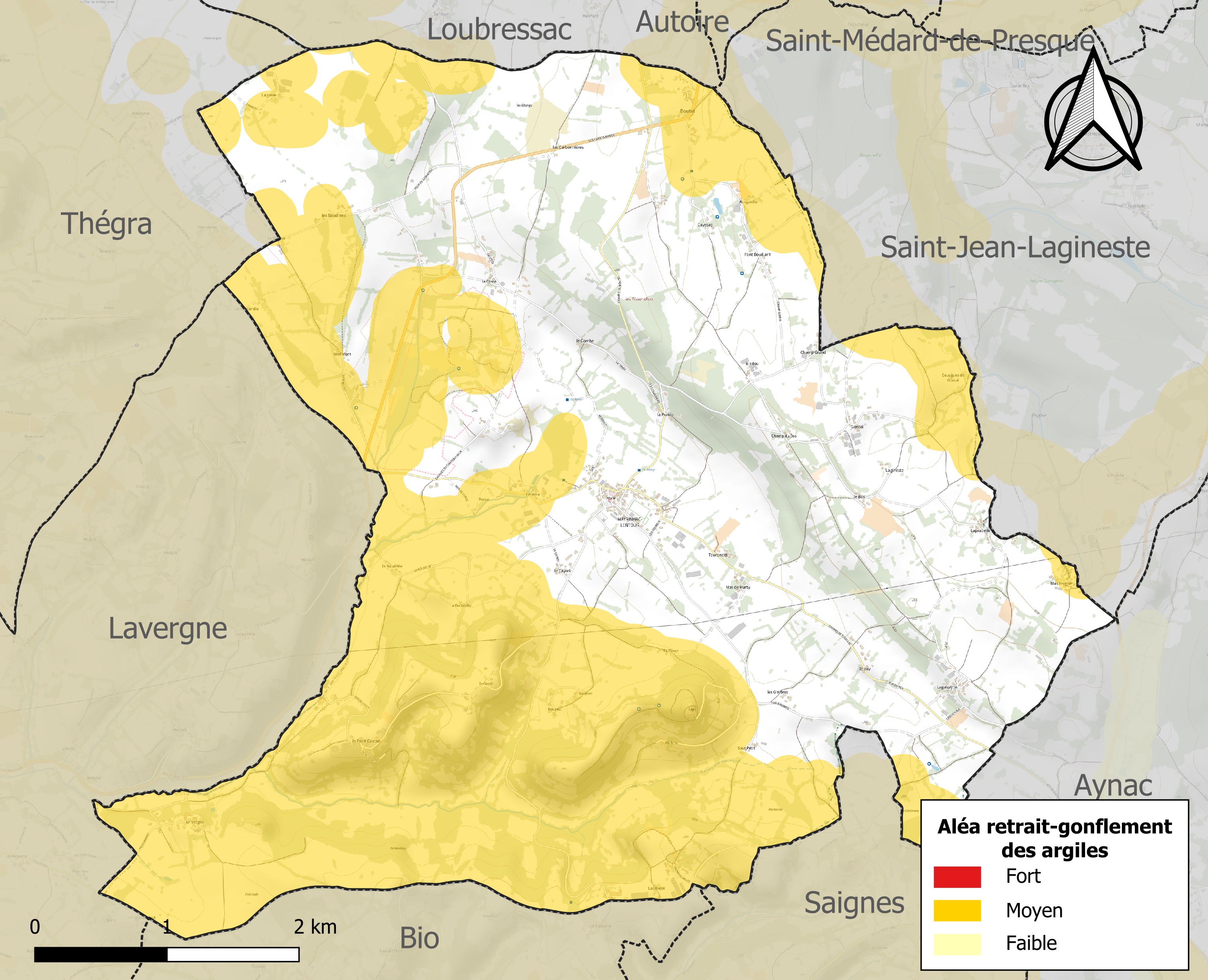
Carte des zones d'aléa retrait-gonflement des sols argileux de Mayrinhac-Lentour.

Les mouvements de terrains susceptibles de se produire sur la commune sont des glissements de terrain.
Le retrait-gonflement des sols argileux est susceptible d'engendrer des dommages importants aux bâtiments en cas d’alternance de périodes de sécheresse et de pluie. 50 % de la superficie communale est en aléa moyen ou fort (67,7 % au niveau départemental et 48,5 % au niveau national). Sur les 310 bâtiments dénombrés sur la commune en 2019, 100 sont en aléa moyen ou fort, soit 32 %, à comparer aux 72 % au niveau départemental et 54 % au niveau national. Une cartographie de l'exposition du territoire national au retrait gonflement des sols argileux est disponible sur le site du BRGM,.
Par ailleurs, afin de mieux appréhender le risque d’affaissement de terrain, l'inventaire national des cavités souterraines permet de localiser celles situées sur la commune.
Concernant les mouvements de terrains, la commune a été reconnue en état de catastrophe naturelle au titre des dommages causés par des mouvements de terrain en 1999.

## Toponymie
Le toponyme Mayrinhac-Lentour est basé sur l'anthroponyme latin ou roman Matrinius. La terminaison -ac est issue du suffixe gaulois -acon (lui-même du celtique commun *-āko-), souvent latinisé en -acum dans les textes. Lentour semblerait issu de l'occitan entorn ou torn.
Voir Mérignac.

## Politique et administration

### Rattachements administratifs et électoraux

#### Rattachements administratifs
La commune se trouve dans l'arrondissement de Figeac du département du Lot.
Elle faisait partie depuis 1802 du canton de Saint-Céré. Dans le cadre du redécoupage cantonal de 2014 en France, cette circonscription administrative territoriale a disparu, et le canton n'est plus qu'une circonscription électorale.

#### Rattachements électoraux
Pour les élections départementales, la commune fait partie depuis 2014 d'un nouveau canton de Saint-Céré porté de 14 à 18 communes.
Pour l'élection des députés, elle fait partie de la deuxième circonscription du Lot.

### Intercommunalité
Mayrinhac-Lentour était membre de la  petite communauté de communes du Pays de Padirac, un établissement public de coopération intercommunale (EPCI) à fiscalité propre créé en 1993 et auquel la commune avait transféré un certain nombre de ses compétences, dans les conditions déterminées par le code général des collectivités territoriales.
Conformément aux prescriptions de la loi de réforme des collectivités territoriales du 16 décembre 2010, qui a prévu le renforcement et la simplification des intercommunalités et la constitution de structures intercommunales de grande taille, cette intercommunalité a fusionné avec ses voisines  pour former, le 1er janvier 2015, la communauté de communes Causses et Vallée de la Dordogne (Cauvaldor) dont est désormais membre la commune.

### Liste des maires
| Période                                  | Période                        | Identité                | Étiquette | Qualité |
| ---------------------------------------- | ------------------------------ | ----------------------- | --------- | --- |
| Les données manquantes sont à compléter. |                                |                         |           | |
| 1792                                     | 1795                           | Jean Landes             |           | |
| 1795                                     | 1797                           | Étienne Tournie         |           | |
| 1797                                     | 1798                           | Jean Ventach            |           | |
| 1798                                     | 1798                           | Antoine Vigie           |           | |
| 1798                                     | 1799                           | Jean Landes             |           | |
| 1799                                     | 1815                           | Jean Jacques de Sirieys |           | |
| 1815                                     | 1826                           | Jean Delprat            |           | |
| 1826                                     | 1830                           | Bernard Mazarguil       |           | |
| 1830                                     | 1841                           | Jean Delprat            |           | |
| 1841                                     | 1848                           | Jean Salesse            |           | |
| 1848                                     | 1852                           | Alfred de Sirieys       |           | |
| 1852                                     | 1853                           | Eugène d'Araquy         |           | |
| 1853                                     | 1860                           | Jean Delprat            |           | |
| 1860                                     | 1876                           | Pierre Roques           |           | |
| 1876                                     | 1878                           | Urbain Ayroles          |           | |
| 1878                                     | 1889                           | Auguste Delprat         |           | |
| 1889                                     | 1910                           | Jean Pierre Ribayrol    |           | |
| 1910                                     | 1919                           | Elie Roudayre           |           | |
| 1919                                     | 1928                           | Henri Darnis            |           | |
| 1928                                     | 1929                           | Jérémie Thomas          |           | |
| 1929                                     | 1935                           | François Tournie        |           | |
| 1935                                     | 1942                           | Albert Vernet           |           | |
| 1942                                     | 1944                           | Edouard Fourat          |           | |
| 1944                                     | 1945                           | Gabriel Riviere         |           | |
| 1945                                     | 1953                           | Alfred Thomas           |           | |
| 1953                                     | 1965                           | Marcel Darnis           |           | |
| 1965                                     | 1989                           | Théophile Ribeyrolles   |           | |
| 1989                                     | novembre 2005                  | Paul Campcros           |           | Chef d'entreprise du bâtiment retraité Vice-président de la CC du Pays de Padirac ( ? → 2005) Mort en fonction |
| Les données manquantes sont à compléter. |                                |                         |           | |
| 2008                                     | juillet 2020                   | Michelle Bargues,       |           | |
| juillet 2020                             | automne 2022                   | Murielle Bouchez        |           | Retraitée Démissionnaire                                                                                       |
| octobre 2022                             | En cours (au 16 décembre 2022) | Frédéric Bardin         |           | |

## Démographie
L'évolution du nombre d'habitants est connue à travers les recensements de la population effectués dans la commune depuis 1793. Pour les communes de moins de 10 000 habitants, une enquête de recensement portant sur toute la population est réalisée tous les cinq ans, les populations de référence des années intermédiaires étant quant à elles estimées par interpolation ou extrapolation. Pour la commune, le premier recensement exhaustif entrant dans le cadre du nouveau dispositif a été réalisé en 2005.

En 2022, la commune comptait 487 habitants, en évolution de −3,94 % par rapport à 2016 (Lot : +1,31 %, France hors Mayotte : +2,11 %).
| 1793 | 1800  | 1806  | 1821 | 1831 | 1836  | 1841 | 1846 | 1851 |
| ---- | ----- | ----- | ---- | ---- | ----- | ---- | ---- | ---- |
| 699  | 1 278 | 1 336 | 612  | 855  | 1 003 | 996  | 989  | 977  |

| 1856 | 1861  | 1866  | 1872 | 1876 | 1881 | 1886 | 1891 | 1896 |
| ---- | ----- | ----- | ---- | ---- | ---- | ---- | ---- | ---- |
| 974  | 1 005 | 1 005 | 985  | 969  | 914  | 928  | 841  | 772  |

| 1901 | 1906 | 1911 | 1921 | 1926 | 1931 | 1936 | 1946 | 1954 |
| ---- | ---- | ---- | ---- | ---- | ---- | ---- | ---- | ---- |
| 764  | 753  | 751  | 657  | 632  | 600  | 566  | 521  | 504  |

| 1962 | 1968 | 1975 | 1982 | 1990 | 1999 | 2005 | 2006 | 2010 |
| ---- | ---- | ---- | ---- | ---- | ---- | ---- | ---- | ---- |
| 481  | 442  | 404  | 405  | 437  | 439  | 460  | 466  | 519  |

| 2015 | 2020 | 2022 | - | - | - | - | - | - |
| ---- | ---- | ---- | - | - | - | - | - | - |
| 506  | 492  | 487  | - | - | - | - | - | - |

## Économie

### Revenus
En 2018, la commune compte 213 ménages fiscaux, regroupant 495 personnes. La médiane du revenu disponible par unité de consommation est de 20 970 € (20 740 € dans le département).

### Emploi
|                | 2008  | 2013  | 2018  |
| -------------- | ----- | ----- | ----- |
| Commune        | 5,3 % | 7,3 % | 7,2 % |
| Département    | 7,3 % | 8,9 % | 9,6 % |
| France entière | 8,3 % | 10 %  | 10 %  |

En 2018, la population âgée de 15 à 64 ans s'élève à 301 personnes, parmi lesquelles on compte 80,2 % d'actifs (73 % ayant un emploi et 7,2 % de chômeurs) et 19,8 % d'inactifs,. Depuis 2008, le taux de chômage communal (au sens du recensement) des 15-64 ans est inférieur à celui de la France et du département.
La commune fait partie de la couronne de l'aire d'attraction de Gramat, du fait qu'au moins 15 % des actifs travaillent dans le pôle,. Elle compte 67 emplois en 2018, contre 85 en 2013 et 82 en 2008. Le nombre d'actifs ayant un emploi résidant dans la commune est de 225, soit un indicateur de concentration d'emploi de 29,8 % et un taux d'activité parmi les 15 ans ou plus de 59 %.
Sur ces 225 actifs de 15 ans ou plus ayant un emploi, 47 travaillent dans la commune, soit 21 % des habitants. Pour se rendre au travail, 90 % des habitants utilisent un véhicule personnel ou de fonction à quatre roues, 0,5 % les transports en commun, 5,5 % s'y rendent en deux-roues, à vélo ou à pied et 4,1 % n'ont pas besoin de transport (travail au domicile).

### Activités hors agriculture
40 établissements sont implantés  à Mayrinhac-Lentour au 31 décembre 2019. Le tableau ci-dessous en détaille le nombre par secteur d'activité et compare les ratios avec ceux du département,.
| Secteur d'activité                                                                                        | Commune | Commune | Département |
| Secteur d'activité                                                                                        | Nombre  | %       | %           |
| --- | ------- | ------- | ----------- |
| Ensemble                                                                                                  | 40      |         |             |
| Industrie manufacturière, industries extractives et autres                                                | 21      | 52,5 %  | (14 %)      |
| Construction                                                                                              | 7       | 17,5 %  | (13,9 %)    |
| Commerce de gros et de détail, transports, hébergement et restauration                                    | 4       | 10 %    | (29,9 %)    |
| Activités financières et d'assurance                                                                      | 1       | 2,5 %   | (2,8 %)     |
| Activités immobilières                                                                                    | 1       | 2,5 %   | (3,5 %)     |
| Activités spécialisées, scientifiques et techniques et activités de services administratifs et de soutien | 2       | 5 %     | (13,5 %)    |
| Administration publique, enseignement, santé humaine et action sociale                                    | 1       | 2,5 %   | (12 %)      |
| Autres activités de services                                                                              | 3       | 7,5 %   | (8,7 %)     |

Le secteur de l'industrie manufacturière, des industries extractives et autres est prépondérant sur la commune puisqu'il représente 52,5 % du nombre total d'établissements de la commune (21 sur les 40 entreprises implantées  à Mayrinhac-Lentour), contre 14 % au niveau départemental.

### Agriculture
La commune est dans la Limargue », une petite région agricole occupant une bande verticale à l'est du territoire du département du Lot. En 2020, l'orientation technico-économique de l'agriculture  sur la commune est la polyculture et/ou le polyélevage.
|               | 1988  | 2000  | 2010  | 2020  |
| ------------- | ----- | ----- | ----- | ----- |
| Exploitations | 58    | 39    | 23    | 14    |
| SAU (ha)      | 1 504 | 1 618 | 1 608 | 1 667 |

Le nombre d'exploitations agricoles en activité et ayant leur siège dans la commune est passé de 58 lors du recensement agricole de 1988  à 39 en 2000 puis à 23 en 2010 et enfin à 14 en 2020, soit une baisse de 76 % en 32 ans. Le même mouvement est observé à l'échelle du département qui a perdu pendant cette période 60 % de ses exploitations,. La surface agricole utilisée sur la commune est restée relativement stable, passant de 1504 ha en 1988 à 1667 ha en 2020. Parallèlement la surface agricole utilisée moyenne par exploitation a augmenté, passant de 26 à 119 ha.

## Culture locale et patrimoine

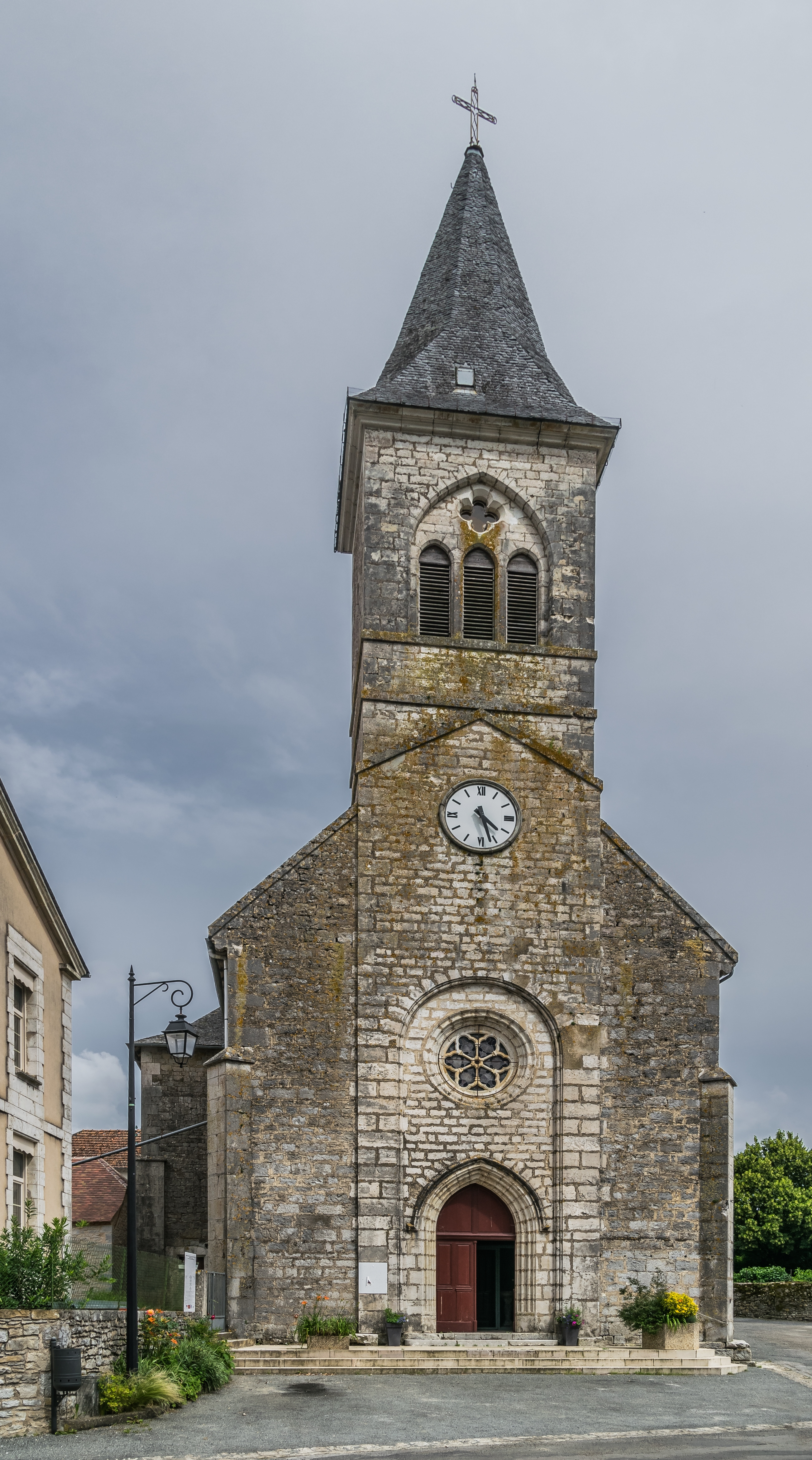
Église Saint-Martin

### Lieux et monuments
- L'église Saint-Martin de Mayrinhac-Lentour ;
- La Réserve naturelle régionale du marais de Bonnefont[47] (sentier d'interprétation).